# Stan wojenny w Korei Południowej (2024)

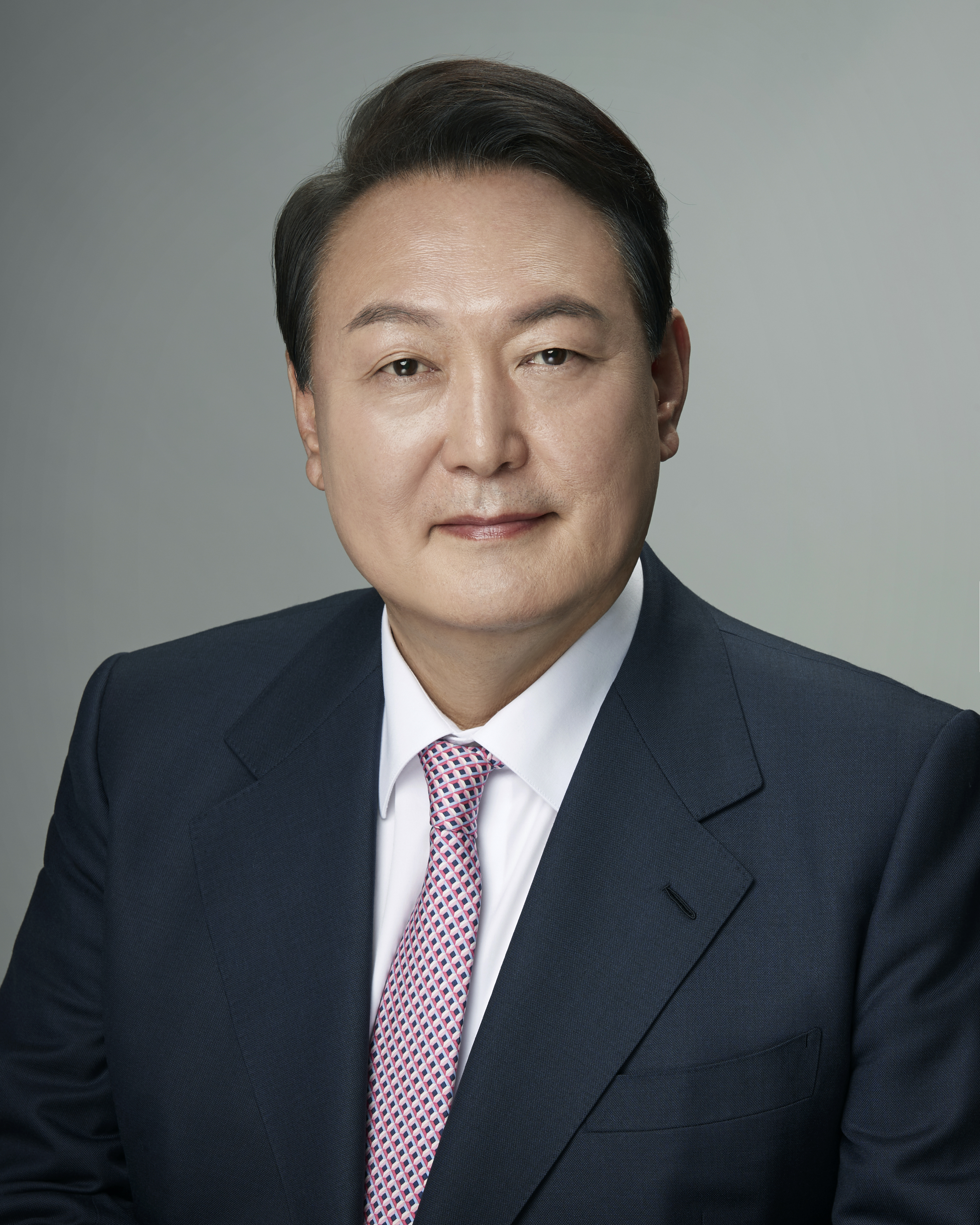
Yoon Suk-yeol, 2022

Stan wojenny w Korei Południowej (kor. 2024년 대한민국 비상계엄, hancha: 2024年大韓民國非常戒嚴) – 3 grudnia 2024 o 22:27 (UTC+09:00) prezydent Korei Południowej, Yoon Suk-yeol, ogłosił podczas konferencji telewizyjnej na żywo wprowadzenie stanu wojennego na terenie Korei Południowej. Yoon oskarżył Partię Demokratyczną o sprzyjanie Korei Północnej oraz planowanie sabotażu, ogłaszając ich „kolaborantami” i „organizacją przestępczą”. Ogłoszenie stanu wojennego poskutkowało zawieszeniem wolności prasy oraz wprowadzeniem zakazu prowadzenia działalności politycznej.

## Przebieg

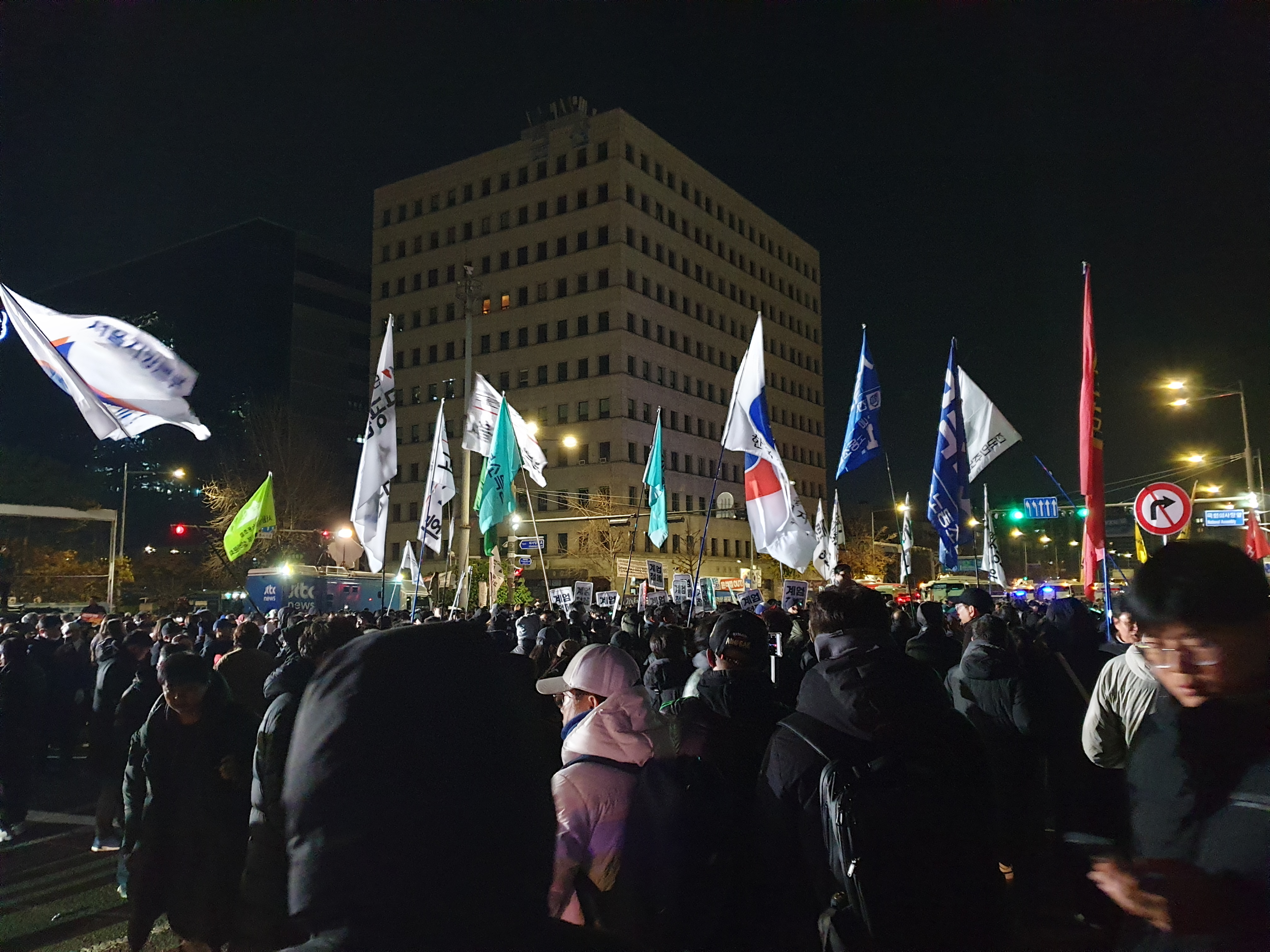
Protest przeciwko wprowadzeniu stanu wojennego (4 grudnia 2024)

Stan wojenny spotkał się z brakiem aprobaty ze strony partii politycznych i wywołał falę protestów. 4 grudnia około godz. 01:00 czasu lokalnego Zgromadzenie Narodowe Korei Południowej przegłosowało propozycję zniesienia stanu wojennego. Wszyscy obecni parlamentarzyści (190 osób) zagłosowali za. Stan wojenny został zniesiony 4 grudnia 2024 o godz. 04:30. Opozycja, która w tamtejszym parlamencie miała łącznie 192 mandaty, zawnioskowała o rozpoczęcie procedury impeachmentu wobec prezydenta Yoon Suk-yeola. Choć przedstawiciele partii rządzącej uznali, że Yoon Suk-yeol „nie nadaje się” do pełnienia w dalszym ciągu obowiązków prezydenta, tak zapowiedziana została blokada tej procedury już na etapie głosowania ze strony rządzących.
Yoon podjął decyzję o wprowadzeniu stanu wojennego na podstawie rekomendacji ministra obrony, Kim Yong-hyuna. Rzecznik biura prezydenta poinformował, że dekret o stanie wojennym został „wydany zgodnie z konstytucją” i był „konieczny dla ochrony demokracji”. Jednocześnie minister Kim Yong-hyun zadeklarował, że „może złożyć swoją dymisję i wziąć na siebie całą odpowiedzialność”.

## Reakcje
Po wprowadzeniu stanu wojennego „⁣The Atlantic” określiło Yoon Suk-yeola jako „prawicowego, aspirującego do autorytarnego rządu prezydenta”. Dziennik „⁣Rzeczpospolita” napisał, że prezydent podjął decyzję w imieniu „dyktatorskich zapędów”. Tygodnik The Economist stwierdził, że prezydent powinien zrezygnować ze stanowiska lub zostać poddany impeachmentowi. „⁣Financial Times” nazwał wprowadzenie stanu wojennego „testem wytrzymałościowym” dla demokracji Korei Południowej. Wprowadzenie stanu wojennego było kolejnym takim wydarzeniem od 17 maja 1980 roku, kiedy to podobne środki zastosowano podczas rządów generała Chun Doo-hwana.